# Посьмак
Посьмак — река в России, протекает в Пермском крае, через северо-восточную часть Красновишерского района. Устье реки находится в 39 км по левому берегу реки Велс. Длина реки составляет 29 км.

## Описание
Исток реки на главном хребте Северного Урала, по которому здесь проходит граница Европы и Азии, а также водораздел Волги и Оби. Посьмак стекает с западного склона хребта Хозатумп около его северной оконечности (г. Раксарчахл, 925 м НУМ), рядом берёт начало река Ивдель. Исток Посьмака находится примерно в 700 м от границы со Свердловской областью. В верхнем течении течёт преимущественно в южном направлении, в нижнем течении — в западном направлении. Всё течение проходит в ненаселённой местности среди гор и холмов, покрытых тайгой. Течение имеет горный характер. В среднем течении Посьмак протекает по долине между хребтом Хозатумп и горой Посьмак (824 м НУМ). Притоки — Боровая, Большая Попутная, Малая Попутная (правые); Малый Посьмак, Сениха (левые). Впадает в Велс в 25 км к северо-востоку от посёлка Велс. Ширина реки у устья — около 12 м, скорость течения 0,8 м/с.

## Данные водного реестра
По данным государственного водного реестра России относится к Камскому бассейновому округу, водохозяйственный участок реки — Кама от водомерного поста у села Бондюг до города Березники, речной подбассейн реки — бассейны притоков Камы до впадения Белой. Речной бассейн реки — Кама.
По данным геоинформационной системы водохозяйственного районирования территории РФ, подготовленной Федеральным агентством водных ресурсов:
- Код водного объекта в государственном водном реестре — 10010100212111100004327
- Код по гидрологической изученности (ГИ) — 111100432
- Код бассейна — 10.01.01.002
- Номер тома по ГИ — 11
- Выпуск по ГИ — 1